# Hijs Hokij Den Haag
Hijs Hokij Den Haag (von 2007 bis 2014 HYS The Hague) ist ein niederländischer Eishockeyklub aus Den Haag. Die Mannschaft spielt in der Central European Hockey League, die bis 2024 BeNe League League hieß.

## Geschichte
Der Verein ist als HHIJC Den Haag 1933 gegründet worden und ist einer der traditionsreichsten in den Niederlanden. 1938 gewann H.H.IJ.C. erstmals den Pokalwettbewerb der Niederlande, damals als Nestor Baker genannt. Seit Gründung der Ehrendivision 1945 spielte die Mannschaft aus der niederländischen Regierungsmetropole meist erstklassig. 1980 verzichtete die Mannschaft erstmals auf den Startplatz in der Top-Liga, kehrte aber bereits 1981 wieder in die Ehrendivision zurück. 1983 folgte der zweite Rückzug, aber auch hier folgte die Rückkehr bereits ein Jahr später. Nach dem dritten Rückzug 1986 dauerte es dann bis 1993, ehe das Team für ein Jahr wieder erstklassig wurde. Nach dem Wiederaufstieg 1997 stieg man 2000 als Tabellenletzter in die Eerste Divisie ab. 2004 kehrte die Mannschaft in die Ehrendivision zurück. In der Saison 2008/09 gewann die Mannschaft zum insgesamt achten Mal den niederländischen Meistertitel und sollte daher in der folgenden Spielzeit an der ersten Qualifikationsrunde der Champions Hockey League 2009/10 teilnehmen. Durch die Absage der CHL-Saison 2009/10 meldete sich der Club für den Continental Cup 2009/10 an. 2014 zog der Klub nach zehn Jahren seine Mannschaft aus der Ehrendivision zurück, kehrte zum Namen Hijs Hokij Den Haag zurück  und spielte in der Saison 2014/15 in der zweitklassigen Eerste divisie, die 2015 auf Anhieb gewonnen wurde.

## Erfolge
- Meister BeNe League: 2017/18
- Niederländischer Meister: 1945/46, 1947/48, 1964/65, 1965/66, 1966/67, 1967/68, 1968/69, 2008/09, 2010/11, 2012/13, 2017/18
- Gewinner des North Sea Cups: 2010/11, 2011/12
- Gewinn des niederländischen Pokalwettbewerbes (Dutch Beker Cup): 1938, 2012, 2018, 2022

## Spielstätte

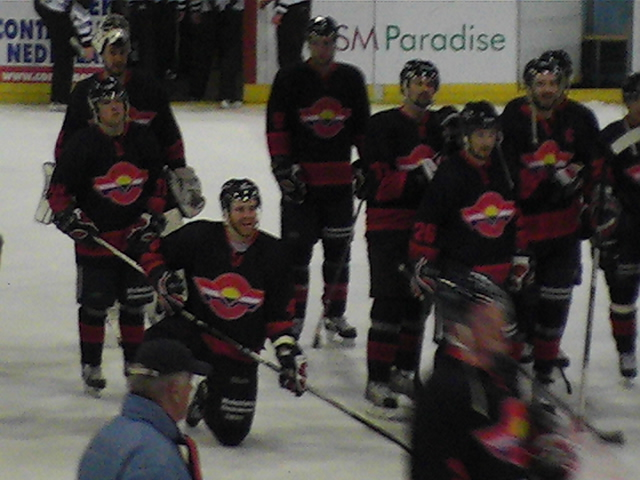
Spieler von HYS The Hague, März 2009

Seit 1973 spielt die Mannschaft im De Uithof, einer 2.200 Zuschauer fassenden Eissporthalle. Zuvor spielte das Team seit seiner Gründung in der Houtrusthallen.